# 汪懷德
汪懷德（？—？），字夢得，號若谷，直隶徽州府婺源县官源人，明朝政治人物。

## 生平
萬曆十年（1582年）壬午科應天鄉試舉人，曾任彭澤縣教諭，萬曆二十六年（1598年）戊戌登三甲六十三名進士，兵部觀政，授浙江归安县知县，三十三年行取，升户部主事，三十五年考選，次年授南京江西道監察御史，三十九年京察以浮躁去職。著有《汪子寤语》。